# Rachias virgatus
Rachias virgatus là một loài nhện trong họ Nemesiidae.
Rachias virgatus được miêu tả năm 1924 bởi Vellard.